# Ancylonotopsis girardi
Ancylonotopsis girardi is een keversoort uit de familie van de boktorren (Cerambycidae). De wetenschappelijke naam van de soort werd voor het eerst geldig gepubliceerd in 1977 door Breuning & Teocchi.